# Boy Eats Girl
Pour plus de détails, voir Fiche technique et Distribution.
Boy Eats Girl est un film britannico-irlandais réalisé par Stephen Bradley, sorti en 2005.

## Synopsis
Dans une paisible bourgade irlandaise, Nathan, collégien de 17 ans, coule avec ses camarades une existence sans histoire. Rayon de soleil dans la grisaille, la belle Jessica est éperdument amoureuse de lui, et vice versa. Mais un soir, Nathan l’aperçoit en compagnie du bellâtre local et en déduit, à tort, qu’elle le trompe. Au désespoir, Nathan se passe la corde au cou… avant de se réveiller le lendemain matin avec une sérieuse fringale. Quand il croise Samson, un rustaud qui lui cherche des noises, Nathan n’hésite pas et se farcit goulûment une bonne morse du scalp juteux dudit Samson. Envoyé six pieds sous terre, ce dernier ne tarde pas, lui aussi, à se relever.

## Fiche technique
- Titre : Boy Eats Girl
- Réalisation : Stephen Bradley
- Scénario : Derek Landy
- Production : Steve Christian, Louise Goodsill, Ed Guiney, Eoin Holmes, Matthew Justice, Ralph Kamp, Andrew Lowe et Mark Woods
- Budget : 5 millions de dollars (3,67 millions d'euros)
- Musique : Hugh Drumm et Stephen Rennicks
- Photographie : Balazs Bolygo
- Montage : Dermot Diskin et Ben Yeates
- Décors : Anna Rackard
- Costumes : Susan Scott
- Pays d'origine : Irlande, Royaume-Uni
- Format : Couleurs - 1,85:1 - Dolby Digital - 35 mm
- Genre : Comédie, horreur
- Durée : 77 minutes
- Dates de sortie : 12 mai 2005 (marché du film de Cannes), 23 septembre 2005 (Irlande)

## Distribution
- Samantha Mumba : Jessica
- David Leon : Nathan
- Tadhg Murphy : Diggs
- Domhnall Gleeson : Bernard
- Laurence Kinlan : Henry
- Sara James : Cheryl
- Mark Huberman : Samson
- Sarah Burke : Charlotte
- Paul Reid : Shane
- Jane Valentine : Glenda
- Conor Ryan : Kenneth
- Deirdre O'Kane : Grace
- Doreen Keogh : Mme Brumble
- Bryan Murray : Mr Frears
- Denis Conway : Craig
- Lalor Roddy : Cornelius

## Autour du film
- Le tournage a débuté le 26 juillet 2004 et s'est déroulé à Dublin et l'Île de Man.

## Distinctions
- Nomination à l'IFTA Award des meilleurs décors, meilleurs costumes, meilleur second rôle masculin pour Tadhg Murphy et meilleur second rôle féminin pour Deirdre O'Kane.